# Нарядово (Ленинградская область)
Наря́дово — деревня в Котельском сельском поселении Кингисеппского района Ленинградской области.

## История
Упоминается как деревня Nerädåf by в Каргальском погосте (западной половине) в шведских «Писцовых книгах Ижорской земли» 1618—1623 годов.
На карте Ингерманландии А. И. Бергенгейма, составленной по шведским материалам 1676 года, она обозначена как деревня Neredova.
На шведской «Генеральной карте провинции Ингерманландии» 1704 года — также как Nerodova.
Как деревня Нарядово она упомянута на карте Ингерманландии А. Ростовцева 1727 года.
Как деревня Нарядова — на карте Санкт-Петербургской губернии Я. Ф. Шмидта 1770 года.
На карте Санкт-Петербургской губернии Ф. Ф. Шуберта 1834 года обозначена деревня Нарядово, состоящая из 41 крестьянского двора.

НАРЯДОВА — деревня принадлежит дворянке Герздорф, число жителей по ревизии: 88 м. п., 91 ж. п. (1838 год)

Согласно 9-й ревизии 1850 года деревня Нарядово принадлежала помещику Аристу Фёдоровичу Герздорфу.
Согласно карте профессора С. С. Куторги 1852 года деревня называлась Нарядово и состояла из 41 двора.

НАРЯДОВА — деревня генерал-майора Герздорфа, по просёлочной дороге, число дворов — 20, число душ — 74 м. п. (1856 год)

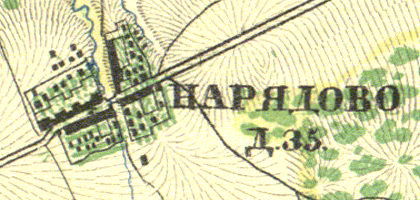
Деревня Нарядово на карте 1860 года

Согласно «Топографической карте частей Санкт-Петербургской и Выборгской губерний» в 1860 году деревня Нарядово насчитывала 35 крестьянских дворов.

НАРЯДОВО — деревня владельческая при ключах, число дворов — 26, число жителей: 78 м. п., 87 ж. п. (1862 год)

В XIX веке деревня административно относилась к Копорской волости 2-го стана Петергофского уезда Санкт-Петербургской губернии, в начале XX века — 3-го стана.
По данным «Памятной книжки Санкт-Петербургской губернии» за 1905 год мыза Кумолово с деревней Нарядово общей площадью 2099 десятин принадлежали надворному советнику Константину Константиновичу фон Веймарну.
С 1917 по 1923 год деревня Нарядово входила в состав Арболовского (Нарядовского) сельсовета Копорской волости Петергофского уезда.
С 1923 года в составе Троцкого уезда.
С 1924 года в составе Ананьинского сельсовета.
С 1926 года в составе Арболовского сельсовета. Согласно данным переписи населения СССР 1926 года в деревне Нарядово проживали 193 человека, все русские.
С 1927 года в составе Котельского района.
С 1928 года в составе Велькотского сельсовета. В 1928 году население деревни Нарядово также составляло 193 человека.
Согласно топографической карте 1930 года деревня называлась Нарядова и насчитывала 50 дворов, в центре деревни находилась часовня, на северной окраине — водяная мельница.
С 1931 года в составе Кингисеппского района.
По данным 1933 года деревня Нарядово входила в состав Велькотского сельсовета Кингисеппского района.

План деревни Нарядово. 1938 год

Согласно топографической карте 1938 года деревня называлась Нарядова и насчитывала 44 двора.
Деревня была освобождена от немецко-фашистских оккупантов 30 января 1944 года.
С 1954 года в составе Удосоловского сельсовета.
В 1959 году население деревни Нарядово составляло 112 человек.
По данным 1966 и 1973 годов деревня Нарядово находилась в составе Удосоловского сельсовета.
По данным 1990 года деревня Нарядово также входила в состав Котельского сельсовета.
В 1997 году в деревне Нарядово проживали 50 человек, в 2002 году — 40 человек (русские — 90 %), в 2007 году — 26.

## География
Деревня расположена в северо-восточной части района на автодороге 41К-008 (Петродворец — Криково).
Расстояние до административного центра поселения — 14 км.
Расстояние до ближайшей железнодорожной платформы Куммолово — 5 км.

## Экология
Постановлением правительства Российской Федерации от 08.10.2015 № 1074 деревня Нарядово включена в перечень населённых пунктов, находящихся в границах зон радиоактивного загрязнения вследствие катастрофы на Чернобыльской АЭС и отнесена к зоне проживания с льготным социально-экономическим статусом.

## Демография
| 1862 | 2007 | 2010 | 2017 |
| ---- | ---- | ---- | ---- |
| 165  | ↘26  | ↗27  | ↗57  |

### Национальный состав
Согласно данным Всероссийской переписи населения 2021 года в деревне проживал 41 человек, все русские.